# Mejrambek Kartbaj
Mejrambek Kaziuły Kartbaj (kaz. Мейрамбек Қазиұлы Қартбай; ur. 14 marca 1998) – kazachski zapaśnik walczący w stylu wolnym. Olimpijczyk z Paryża 2024, gdzie zajął trzynaste miejsce w kategorii do 57 kg. Piąty na mistrzostwach świata w 2023 roku.
Brązowy medalista mistrzostw Azji w 2024 roku. 